# Homotherus verticinus
Homotherus verticinus är en stekelart som först beskrevs av Per Abraham Roman 1927.  Homotherus verticinus ingår i släktet Homotherus och familjen brokparasitsteklar. Inga underarter finns listade i Catalogue of Life.